# 吴大明
吴大明（1965年—），广东汕头人，汉族，中华人民共和国政治人物、第十二届全国人民代表大会广东地区代表。
毕业于华南理工大学机械制造工艺、设备及自动化专业。2013年，担任全国人大代表。